# 奥田知志
奥田 知志（おくだ ともし、1963年7月15日 - ）は、日本の牧師。日本バプテスト連盟東八幡キリスト教会牧師、認定NPO法人抱樸理事長、公益財団法人共生地域創造財団代表理事、北九州市立大学MBA特任教授。

## 経歴
1963年、滋賀県大津市に生まれ、サラリーマン家庭に育つ。関西学院大学神学部卒業後、1988年、同大学大学院修士課程修了。1990年、西南学院大学神学部専攻科卒業後、東八幡キリスト教会牧師に就任。1991年、関西学院大学大学院神学研究科博士前期課程修了。2003年、九州大学大学院国際比較文化研究所博士後期課程単位取得退学。

### ホームレス支援
大学1年の時、先輩に連れられて大阪の釜ケ崎で日雇いで働いている人を支援する活動に参加したのをきっかけにホームレス支援を始める。
1990年、ホームレス支援組織「北九州越冬実行委員会」に参加。事務局長に就任し、1995年より代表となる。
2000年7月、NPO法人北九州ホームレス支援機構（2014年に抱樸に改称）を設立し、理事長に就任。
2004年9月、第34回毎日社会福祉顕彰受賞。
2007年4月、北九州ホームレス支援機構として初の自前施設である「抱樸館下関」を開所した。
2007年6月、NPO法人ホームレス支援全国ネット発足。代表に就任。
2010年、社会福祉法人グリーンコープ副理事長として抱樸館福岡の開設に携わった。
2011年3月24日、菅内閣下における「一人ひとりを包摂する社会」特命チームの第4回会合にてプレゼンテーションを行う。
2019年6月、村木厚子共同代表らとともに一般社団法人全国居住支援法人協議会を設立し、厚生労働省内の厚生労働記者会で設立会見を開いた。
2020年2月、村木厚子を顧問として「希望のまちプロジェクト」を開始。
2020年7月16日、赤坂御所へ招かれ、天皇・皇后に対し新型コロナウイルス禍での生活困窮者への支援策などの説明を行った。

## 人物
座右の銘は「無理しない、楽しない」。尊敬する人物はディートリヒ・ボンヘッファー。
1990年、東八幡キリスト教会牧師として赴任。同時に、学生時代から始めた「ホームレス支援」に北九州でも参加。事務局長等を経て、北九州ホームレス支援機構（現 抱樸）の理事長に就任。「あんたもわしも おんなじいのち」をスローガンに掲げ、老若男女問わず、さまざまな生きづらさを抱えた人たちを対象にした活動している。
当初団体目標1日も早い解散を目標にしていたが、その後活動を続ける中で、解散をしないことを決断した。
“2000年、私達はNPO法人となりました。その日、「一日も早い解散を目指します」と宣言しました。こんな活動が必要ない社会を創ることを目標にしたのです。私達が掲げたミッション（使命）は、「ひとりの路上死も出さない」「ひとりでも多く､一日でも早く､路上からの脱出を」「ホームレスを生まない社会を創造する」でした。
孤立が広がる時代において「ひとりにしない」こと、「断らない」こと、そして「つながり続ける」ことが私達の基本姿勢となりました。制度の枠に縛られることなく「ひとりとの出会い」から必要な仕組みを作りました。そのような「制度に因らない活動」は、「人を属性で見ない」と言う在り方を生みました。そもそも「ホームレスと言う人」はいません。例えば山田さん、田中さんという名前のある個人との出会いからすべてが始まり、私達は「出会った責任」を考え続けました。活動は自立支援に留まらず、「出会いから看取りまで」、「人生そのものに伴走する」というスタイルとなりました。
活動開始から25年を経た2014年、私達は名称を「抱樸（ほうぼく）」としました。山から切り出された原木・荒木（樸）をそのまま抱き止めることを意味するこの名称は、「自己責任」など、「断る理由」が横行する日本社会に対する「対抗文化」を意味します。すでに、日本の貧困と格差は常態化しています。私達は、「解散できない」ことを悟り、「解散しない」ことを決意しました。”
これまでに3750人(2022年3月現在)以上のホームレスの人々の自立を支援。自立後も継続して今でも2000人以上の人をサポートしている。活動初期はお弁当を持って配るということに特化した団体だったが、障害のある方への支援、子供の支援、刑務所出所への支援など27事業など包括的な支援をおこなっている。
2004年には457人以上のホームレスが北九州市内におり、問題となっていたが現在では増減を繰り返し58人にまで減っている。
その他、共生地域創造財団代表理事、全国居住支援法人協議会共同代表、社会福祉法人グリーンコープ副理事長、国の審議会等の役職も歴任。第19回糸賀一雄記念賞受賞など多数の表彰を受ける。NHKのドキュメンタリー番組「プロフェッショナル 仕事の流儀」にも2度取り上げられ、著作も多数と広範囲に活動を広げている。

## 著作

### 単著
- 『恵みのいましめ』 （日本バプテスト連盟宣教研究所、2005年）
- 『もう、ひとりにさせない : わが父の家にはすみか多し』 （いのちのことば社、2011年）
- 『いつか笑える日が来る 我、汝らを孤児とはせず』 （いのちのことば社、2020年）

### 共著
- 『わかれ道に立って、よく見 - ヤスクニ・天皇制問題宣教集』日本バプテスト連盟靖国神社問題特別委員会 編 （ヨルダン社、2002年）
- 『ホームレス自立支援――NPO・市民・行政協働による「ホームの回復」』山崎克明, 稲月正, 藤村修, 森松長生 共著（明石書店、2006年）
- 『光は闇の中に輝いている : 靖国・天皇制・信教の自由バプテスト40年の闘い』日本バプテスト連盟靖国神社問題特別委員会 編（新教出版社、2010年）
- 『「助けて」と言える国へ : 人と社会をつなぐ』茂木健一郎 共著（集英社、2013年）
- 『生活困窮者への伴走型支援 : 経済的困窮と社会的孤立に対応するトータルサポート』稲月正, 垣田裕介, 堤圭史郎 共著（明石書店、2014年）
- 『灯を輝かし、闇を照らす : 21世紀を生きる若い人たちへのメッセージ』佐藤彰, 宋富子 共著, 明治学院150周年委員会 編（いのちのことば社、2014年）

### 記事・論文
- パーソナル・サポート・パーソンの可能性 (人権キーワード2011 ; 生活・仕事) （『部落解放』 増刊(646) 2011 p.130～133）
- ｢助けて｣の心が生み出す新たな社会 (｢助けて｣と言える社会) （『第三文明』 (653) 2014-05 p.26-28）

## 出演

### テレビ
- 『プロフェッショナル仕事の流儀』 （NHK、2009年3月10日[21]、2012年4月16日[22]）
- 『日本の、これから』 - 無縁社会 働く世代の孤立を防げ （NHK、2011年2月12日）
- 『ザ・ヒューマン』 - 村上世彰〜“お金とは何か”を問い続ける〜 （NHK、2020年2月29日）
- 『こころの時代〜宗教・人生〜』 - 今　互いに抱き合うこと－コロナ禍に読む聖書－ （NHK Eテレ、2020年7月12日初回放送、2021年7月再放送、2022年9月再放送）[23][24]
- 『ズームバック×オチアイ』 - 孤独論 （NHK Eテレ、2021年5月14日）[25]
- 『ETV特集』- 生きていればきっと笑える時が来る〜牧師・奥田知志（NHK Eテレ、2021年6月12日）[26][27]
- 『＃てれふく』生きる意味を教わった～困窮者支援現場の若者たち～ （NHK、2021年6月11日）[28]

### ウェブ番組
- ポリタスTV（YouTube、2023年11月28日）